# Berzé-le-Châtel
Berzé-le-Châtel is een gemeente in het Franse departement Saône-et-Loire (regio Bourgogne-Franche-Comté) en telt 62 inwoners (2009). De plaats maakt deel uit van het arrondissement Mâcon.
De plaatsnaam is afkomstig van het gelijknamige kasteel Château de Berzé.

## Geografie
De oppervlakte van Berzé-le-Châtel bedraagt 5,4 km², de bevolkingsdichtheid is dus 11,5 inwoners per km².
De onderstaande kaart toont de ligging van Berzé-le-Châtel met de belangrijkste infrastructuur en aangrenzende gemeenten.

## Demografie
Onderstaande figuur toont het verloop van het inwonertal (bron: INSEE-tellingen).